# العلاقات الدومينيكانية الرومانية
العلاقات الدومينيكانية الرومانية هي العلاقات الثنائية التي تجمع بين جمهورية الدومينيكان ورومانيا.

## مقارنة بين البلدين
هذه مقارنة عامة ومرجعية للدولتين:
| وجه المقارنة                                              | جمهورية الدومينيكان | رومانيا                                                                               |
| --------------------------------------------------------- | ------------------- | ------------------------------------------------------------------------------------- |
| المساحة (كم2)                                             | 48.67 ألف           | 238.40 ألف                                                                            |
| عدد السكان (نسمة)                                         | 10.40 مليون         | 19.59 مليون                                                                           |
| الكثافة السكانية (ن./كم²)                                 | 213.68              | 82.17                                                                                 |
| العاصمة                                                   | سانتو دومينغو       | بوخارست                                                                               |
| اللغة الرسمية                                             | اللغة الإسبانية     | اللغة الرومانية                                                                       |
| العملة                                                    | بيزو دومنيكاني      | ليو روماني                                                                            |
| الناتج المحلي الإجمالي (بليون دولار)                      | 75.93 مليار         | 211.80 مليار                                                                          |
| الناتج المحلي الإجمالي (تعادل القوة الشرائية) بليون دولار | 149.89 مليار        | 465.56 مليار                                                                          |
| الناتج المحلي الإجمالي الاسمي للفرد دولار أمريكي          | 6.47 ألف            | 9.47 ألف                                                                              |
| الناتج المحلي الإجمالي للفرد دولار أمريكي                 | 13.26 ألف           | 23.63 ألف                                                                             |
| مؤشر التنمية البشرية                                      | 0.715               | 0.793                                                                                 |
| رمز المكالمات الدولي                                      | +1809، +1829، +1849 | +40                                                                                   |
| رمز الإنترنت                                              | .do                 | .ro                                                                                   |
| المنطقة الزمنية                                           | 00                  | ت ع م+02:00، ت ع م+03:00، أوروبا/بوخارست ‏، توقيت شرق أوروبا، توقيت شرق أوروبا الصيفي ‏ |

## منظمات دولية مشتركة
يشترك البلدان في عضوية مجموعة من المنظمات الدولية، منها:
| علم المنظمة | اسم المنظمة                        | تاريخ انضمام جمهورية الدومينيكان | تاريخ انضمام رومانيا |
| ----------- | ---------------------------------- | -------------------------------- | -------------------- |
|             | مؤسسة التنمية الدولية              | 16 نوفمبر 1962                   | 12 أبريل 2014        |
|             | المنظمة الهيدروغرافية الدولية      | ?                                | ?                    |
|             | يونسكو                             | 4 نوفمبر 1946                    | 27 يوليو 1956        |
|             | مؤسسة التمويل الدولية              | 31 أكتوبر 1961                   | 23 سبتمبر 1990       |
|             | منظمة حظر الأسلحة الكيميائية       | ?                                | ?                    |
|             | الأمم المتحدة                      | 24 أكتوبر 1945                   | 14 ديسمبر 1955       |
|             | منظمة الشرطة الجنائية الدولية      | ?                                | ?                    |
|             | البنك الدولي للإنشاء والتعمير      | 18 سبتمبر 1961                   | 15 ديسمبر 1972       |
|             | الاتحاد البريدي العالمي            | ?                                | ?                    |
|             | وكالة ضمان الاستثمار متعدد الأطراف | 7 مارس 1997                      | 10 سبتمبر 1992       |
|             | منظمة التجارة العالمية             | ?                                | 1995                 |

## وصلات خارجية
- موقع وزارة الخارجية الرومانية